# Асанов Дмитро Сергійович
Асанов Дмитро Сергійович (біл. Дзмітрый Сяргеевіч Асанаў; 18 травня 1996, Молодечно) — білоруський професійний боксер, призер чемпіонату світу, чемпіон і призер Європейських ігор.

## Аматорська кар'єра
2012 року Дмитро Асанов завоював золоту медаль на чемпіонаті Європи серед юнаків, а 2014 року — срібну медаль на чемпіонаті Європи серед молоді.
2015 року на Європейських іграх в категорії до 56 кг здобув дві перемоги і у фіналі поступився Бахтовару Назірову (Росія), отримавши срібну медаль.
На чемпіонаті світу 2015 здобув три перемоги, у тому числі у чвертьфіналі над Енді Крузом (Куба) — 3-0, та програв у півфіналі Майклу Конлену (Ірландія) — 0-3. У додатковому бою з іншим бронзовим призером чемпіонату Шива Тапа (Індія) Асанов здобув перемогу 3-0 і кваліфікувався на Олімпійські ігри 2016.
На Олімпійських іграх 2016 Дмитро Асанов у першому бою переміг Ектора Гарсія (Домініканська Республіка) — 2-1, а у другому програв Ерденебатин Цендбаатар (Монголія) — 1-2.
На чемпіонаті Європи 2017 програв у першому бою майбутньому чемпіону Пітеру Макгрейл (Англія).
На Європейських іграх 2019 став переможцем в категорії до 60 кг.
- В 1/16 фіналу переміг Вільям Танко (Словаччина) — 5-0
- В 1/8 фіналу переміг Тадея Чернога (Словенія) — RSC
- У чвертьфіналі переміг Юрія Шестака (Україна) — 4-1
- У півфіналі переміг Карена Тонаканян (Вірменія) — 4-1
- У фіналі переміг Габіля Мамедова (Росія) — 4-1

На Олімпійських іграх 2020 в категорії до 63 кг у першому бою переміг Обада Аль-Касбех (Йорданія) — 5-0, а у другому програв Вандерсону Олівейра (Бразилія) — 2-3.

## Професіональна кар'єра
Після Олімпіади перейшов до професійного боксу і впродовж 2022—2023 років провів сім переможних боїв.